# John Lee Richmond

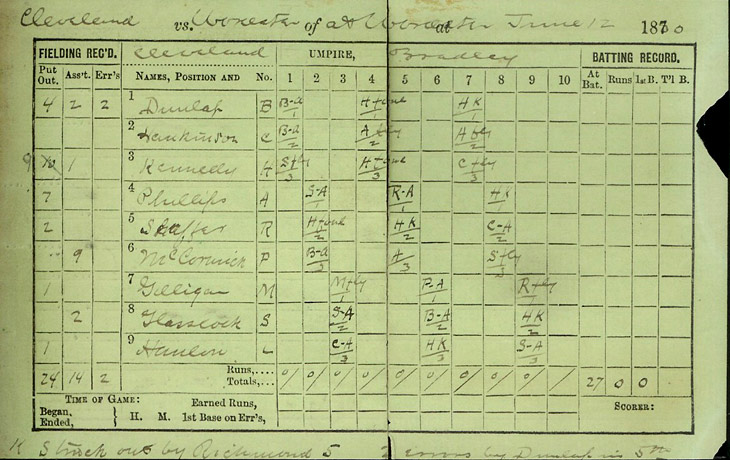
John Lee Richmond

John Lee Richmond (o Lee Richmond) nacido el 5 de mayo de 1857 en Sheffield, Ohio, fue el primer pitcher en lanzar un juego perfecto en la historia de las ligas mayores de béisbol, aún ni se usaban guantes.
Jugó con Worcester, Massachusetts. El juego tomó lugar en Worcester Agricultural Feigrounds, el 12 de junio de 1880, y el siguiente juego perfecto fue cinco días después y lo hizo Monte Ward. En su juego perfecto, Richmond ponchó a 5 y sólo permitió que 3 bolas fueran bateadas en el diamante, y sorprendentemente uno de los outs fue logrado cuando el jardinero derecho lanzó la bola a 1.ª para lograr el out. Worcester le ganó a Cleveland 1 contra 0, donde la única carrera del juego entró debido a un error de Cleveland en la 5.ª entrada. Después de que Richmond se retirara del béisbol, se convirtió en doctor y más tarde en profesor, murió el 1.º de octubre de 1929.
- Datos: Q1251856